# La Estación (Gérgal)
La Estación es una localidad y pedanía española perteneciente al municipio de Gérgal, en la provincia de Almería. Está situada en la parte meridional de la comarca de Los Filabres-Tabernas. Cerca de esta localidad se encuentran los núcleos de Las Alcubillas, Las Alcubillas Altas, Gérgal capital, Nacimiento, Aulago y Fuente Santa
Recibe su nombre de la estación ferroviaria de Gérgal, que se sitúa en el punto kilométrico 208,7 de la línea férrea Linares-Almería.

## Historia
El 15 de noviembre de 1945 se produjo cerca de La Estación una de las mayores catástrofes ferroviarias de la historia de España. Dos trenes, uno de mercancías —conocido como "el Uvero" por el transporte de centenares de toneles con uva, en sentido Linares— y otro de viajeros —que transportaba unas trescientas personas, en sentido Almería—, colisionaron sobre la una de la madrugada entre las estaciones de Fuente Santa y Gérgal. En el accidente hubo cuarenta y un muertos y quinientos noventa y tres heridos según la versión oficial facilitada en la época, aunque testigos afirmaron que más de un centenar de personas pudieron perecer en el impacto. Dos vagones se incendiaron tras el choque debido al contacto de los mismos con los cables del tendido eléctrico de la línea, que provocó una potente descarga de 5.400 V. La tragedia se cobró también la vida del jefe de estación de Gérgal, el cual se suicidó al conocer lo que había pasado.

## Demografía
Según el Instituto Nacional de Estadística de España, en el año 2020 La Estación contaba con 22 habitantes censados, lo que representa el 2,04% de la población total del municipio.

### Evolución de la población
| Gráfica de evolución demográfica de La Estación entre 2010 y 2020 |
|                                                                   |
| Datos según el nomenclátor publicado por el INE.                  |

## Comunicaciones

### Carreteras
Cerca de esta pedanía pasa la autovía A-92, cuya salida 358 le da acceso directo. La principal vía de comunicación que transcurre por esta localidad es:
| Identificador | Denominación                                    | Itinerario                  |
| ------------- | ----------------------------------------------- | --------------------------- |
| AL-3410       | De la AL-3407 en Las Alcubillas Altas a la A-92 | Las Alcubillas Altas - A-92 |

Algunas distancias entre La Estación y otras ciudades:
| Ciudades | Distancia (km) |
| -------- | -------------- |
| Gérgal   | 6              |
| Tabernas | 27             |
| Almería  | 43             |
| Granada  | 129            |
| Jaén     | 173            |
| Murcia   | 218            |